# Mary Whipple
Mary Whipple, född den 10 maj 1980 i Sacramento, Kalifornien, är en amerikansk roddare.
Hon tog OS-guld i åtta med styrman i samband med de olympiska roddtävlingarna 2012 i London.